# Marta Harnecker
Marta Harnecker (Santiago de Chile, 18 de enero de 1937-Vancouver, 15 de junio de 2019) fue una periodista, escritora, psicóloga, socióloga e intelectual marxista chilena. Centrada en analítica del movimiento obrero y elaboración de abundante documentación formativa, fue asesora del gobierno socialista de Cuba así como colaboradora con los movimientos sociales de clase en Latinoamérica. Participó activamente en el gobierno de Salvador Allende entre 1970 y 1973, y fue consejera de Hugo Chávez entre 2002 y 2006.

## Biografía
De familia de inmigrantes austríacos, militaba en el catolicismo durante su juventud. En 1960 visitó la Revolución cubana y quedó impresionada. A raíz de la prohibición de divulgar sus experiencias en Cuba por parte de sus compañeros de Acción Católica (grupo del que era miembro) comienza su alejamiento del catolicismo militante. En 1962 obtuvo una beca para estudiar en Francia bajo la tutela de Louis Althusser, durante la cual abandonó totalmente sus orígenes religiosos en favor del socialismo científico.
A su vuelta a Chile en 1968 comenzó su actividad en el partido clandestino Ranquil y se incorporó al movimiento estudiantil en la universidad. Con la formación de la Unidad Popular ingresó al Partido Socialista. Decepcionada por el cariz extremadamente teoricista de las discusiones en este ámbito, decidió redirigir sus esfuerzos en la formación marxista de obreros y campesinos. De su experiencia en estas labores se sintetizaron sus conocidos trabajos de divulgación marxista.[cita requerida] Fue directora del centro de investigaciones Memoria Popular Latinoamericana de La Habana y del Centro Internacional Miranda en Caracas.
Sus libros Los conceptos elementales del materialismo histórico y Cuadernos de educación popular, fueron ampliamente utilizados por los partidos comunistas y organizaciones obreras de los países hispanohablantes para la formación de sus militantes durante los años 70 y posteriores. A partir de 1996 fue colaboradora activa de Rebelión, donde están disponibles sus obras completas (ochenta y dos libros). Fue consejera de Hugo Chávez entre 2002 y 2006.

## Vida personal
Durante sus años de estudiante fue pareja de Rodrigo Ambrosio, uno de los fundadores del MAPU. Se casó con Manuel Piñeiro, jefe de los órganos de seguridad de Cuba. Tuvieron una hija, Camila Piñeiro. Posteriormente se casó con el economista marxista Michael Lebowitz, residiendo en Canadá. Harnecker dividió su tiempo entre este país, La Habana, donde vive su hija, y Caracas, donde oficialmente seguía habitando y donde recibió el “Premio Libertador al Pensamiento Crítico” el 15 de agosto de 2014.Falleció el 15 de junio de 2019.

## Publicaciones
- 1973, "Los conceptos fundamentales del materialismo histórico" Siglo XXI Editores, 342 páginas, ISBN-10: 8432301019.

- 1976. Cuba ¿dictadura o democracia? Siglo XXI Editores, 300 pp. ISBN 979-84-323-0210-7.
- 1985. Fidel Castro: del Moncada a la Victoria. Editorial Contrapunto, 75 pp, Buenos Aires.
- 1986. Qué es la sociedad. Colección la Cultura Al Pueblo Series. Volumen 2 de Colección Tiempo Presente. Volumen 1 de Serie Cuadernos Educación popular, colección ABC. Edición ilustrada de Nuestro Tiempo, 212 pp. ISBN 968427131X
- 1990. América Latina: izquierda y crisis actual. Sociología y política. Editor Siglo XXI, 305 pp. ISBN 9682316359
- 1991. Con la mirada en alto. Tercera Prensa, 325 pp. ISBN 978-84-87303-09-8.
- 1995. El sueño era posible. Colección Sin norte: Serie Historia oral. Editor Lom, 300 pp. ISBN 0010040013
- 1999. Haciendo posible lo imposible: la izquierda en el umbral del siglo XXI. El Mundo del Siglo XXI. Edición ilustrada de Siglo XXI, 429 pp. ISBN 9682321875
- 2002. Hugo Chávez Frías: un hombre, un pueblo. Ediciones políticas. Política // Editorial de Ciencias Sociales. Biblioteca Pensadores Latinoamericanos. Volumen 53 de Gakoa Liburuak. Autores Hugo Chávez Frías, Marta Harnecker. 2ª edición de Editorial de Ciencias Sociales, 195 pp.
- 2002. La izquierda después de Seattle. Siglo XXI Editores, 182 PP. ISBN 978-84-323-1097-3.
- 2003. Venezuela, militares junto al pueblo. Volumen 6 de Textos inquietos. Editorial El Viejo Topo, 229 pp. ISBN 8495776707
- 2003. Sin tierra: construyendo movimiento social. Biblioteca Marta Harnecker. Editor Siglo XXI de España, 303 pp. ISBN 8432310891
- 2003. Militares junto al pueblo: entrevistas a nueve comandantes venezolanos que protagonizaron la gesta de abril de 2002. Editor Vadell Hermanos, 317 pp. ISBN 9802123439
- 2005. Venezuela: una revolución sui generis. Ciencias sociales. Editor Plaza y Valdes, 177 pp. ISBN 9707224975
- 2006. Reconstruyendo la izquierda. Ediciones de Intervención Cultural, 204 pp. ISBN 978-84-96356-88-7.
- 2007. Rebuilding the Left. G - Reference, Information and Interdisciplinary Subjects Series. Editor Zed Books, 168 pp. ISBN 1842772570
- 2007. Los conceptos elementales del materialismo histórico. 66ª edición de Siglo XXI, 296 pp. ISBN 9682315808
- 2007. El sistema político yugoslavo: selección de textos de Marta Harnecker ... [et al.]. Editor Centro Internacional Miranda, 147 pp. ISBN 9807050081
- 2008. Reconstruyendo la izquierda. Sociología y política. Editor Siglo XXI, 198 pp. ISBN 968232744X
- 2008. Transfiriendo poder a la gente: municipio Torres, estado Lara, Venezuela. Volumen 2 de Colección Haciendo camino al andar. Editor Centro Internacional Miranda, 170 pp. ISBN 9807050065
- 2010. Inventando para no errar. América Latina y el socialismo del siglo XXI. Ediciones de Intervención Cultural, 222 pp. ISBN 978-84-92616-78-7.
- 2014. Un mundo a construir. Nuevos caminos. Editor LOM, 205 pp. ISBN 978-956-00-0534-2.